# Nevio Pizzolitto
Nevio Pizzolitto, né le 26 août 1976 au Canada, est un joueur de soccer canadien ayant évolué au poste de défenseur central. Il a commencé sa carrière professionnelle, en 1995, avec l'Impact de Montréal et il a joué presque toute sa carrière avec l'Impact de Montréal, à l'exception de la saison 1999 où il a joué avec les Kickers de Richmond. Après avoir annoncé sa retraite le 28 mars 2012, il a accepté le poste de directeur technique avec le club de soccer de Monteuil, à Laval.

## Carrière
- 1995-1998 : Impact Montréal -  Canada
- 1998 : US Imperia -  Italie
- 1999 : Richmond Kickers -  États-Unis
- Depuis 2000 : Impact Montréal -  Canada

## Sélections
Nevio Pizzolitto fait ses débuts en équipe nationale du Canada le 10 octobre 1999 contre Haïti.
8 sélections et 0 but avec le  Canada entre 1999 et 2004.

## Statistiques

### Statistiques en carrière
| Club             | année | pj  | pd  | MIN   | B  | P | PTS | C  | E |
| ---------------- | ----- | --- | --- | ----- | -- | - | --- | -- | - |
| Montréal         | 1995  | 8   | 2   | 214   | 0  | 0 | 0   | 0  | 0 |
| Montréal         | 1996  | 5   | 1   | 145   | 0  | 0 | 0   | 0  | 0 |
| Montréal         | 1997  | 22  | 22  | 1738  | 0  | 1 | 1   | 1  | 1 |
| Montréal         | 1998  | 24  | 24  | 2293  | 0  | 0 | 0   | 5  | 3 |
| US Imperia       | 1998  | 6   | 0   |       |    |   |     |    |   |
| Richmond Kickers | 1999  | 21  | 21  | 1903  | 0  | 1 | 1   | 3  | 0 |
| Montréal         | 2000  | 23  | 23  | 2127  | 2  | 0 | 4   | 10 | 0 |
| Montréal         | 2001  | 11  | 10  | 754   | 0  | 0 | 0   | 2  | 1 |
| Montréal         | 2002  | 26  | 14  | 1536  | 1  | 0 | 2   | 3  | 0 |
| Montréal         | 2003  | 24  | 23  | 2181  | 1  | 1 | 3   | 3  | 0 |
| Montréal         | 2004  | 18  | 18  | 1653  | 1  | 0 | 2   | 4  | 1 |
| Montréal         | 2005  | 24  | 23  | 2030  | 1  | 2 | 4   | 7  | 0 |
| Montréal         | 2006  | 22  | 22  | 1980  | 2  | 1 | 5   | 10 | 1 |
| Montréal         | 2007  | 4   | 2   | 102   | 0  | 0 | 0   | 1  | 1 |
| Montréal         | 2008  | 18  | 15  | 1253  | 0  | 0 | 0   | 1  | 1 |
| Montréal         | 2009  | 22  | 21  | 1929  | 1  | 0 | 2   | 8  | 2 |
| Montréal         | 2010  | 24  | 23  | 2067  | 1  | 0 | 2   | 6  | 0 |
| Montréal         | 2011  |     |     |       |    |   |     |    |   |
| Total Impact     | ----  | 276 | 234 | 21769 | 10 | 5 | 25  | 63 | 9 |
| Total USL        | ----  | 297 | 255 | 23672 | 10 | 6 | 26  | 66 | 9 |

## Palmarès

### Club
- Avec Impact Montréal :
  - Vainqueur de l'USL First Division en 2004 et 2009.
  - Vainqueur de la saison régulière de l'USL First Division en 1995, 1996, 1997, 2005 et 2006.
  - Vainqueur de la Coupe des Voyageurs en 2002, 2003, 2004, 2005, 2006, 2007 et 2008.
  - Vainqueur du Championnat canadien en 2008.